# Prix Tezuka
 (juillet 2014).
Si vous disposez d'ouvrages ou d'articles de référence ou si vous connaissez des sites web de qualité traitant du thème abordé ici, merci de compléter l'article en donnant les références utiles à sa vérifiabilité et en les liant à la section « Notes et références ».
Pour l’article homonyme, voir Prix culturel Osamu Tezuka.
Le Prix Tezuka (手塚賞, Tezuka shō) désigne une récompense remise deux fois par an au Japon à un manga en privilégiant les nouveaux artistes. Le prix existe depuis 1971 et est décerné par l'éditeur Shūeisha par l'intermédiaire d'Asahi Shinbun. Sa valeur est d'un million de yens pour le premier prix, un million de yens pour le second prix, et un demi million de yens pour le troisieme, le comité se réservant le droit de ne pas décerner le prix si toutes les entrées sont insatisfaisantes. Il privilégie les mangas à intrigues, au contraire du prix Akatsuka du même éditeur, récompensant les mangas comiques.
Le nom du prix fait référence à l'auteur prolifique de manga Osamu Tezuka, surnommé le « Dieu du manga ». Il est en effet considéré comme l'un des pères fondateurs du manga tel que l'on connaît de nos jours.

## Palmarès
- 1979 : Grand Prix: Inconnu
  - Mention honorable: Tsukasa Hōjō avec Space Angel
- 1980 : Masakazu Katsura avec Tsubasa[Lequel ?]
- 1981 : Masakazu Katsura avec Tenkōsei wa hensōsei!?
- 1987 : Nobuhiro Watsuki
- 1988 : Takehiko Inoue avec Kaede Purple
- 1992 : Eiichirō Oda avec Wanted!
- 1999 : Naoki Urasawa avec Monster
- 2003 : Yūjiro Sakamoto avec King or Cures